# Ufenau
Die Insel Ufenau oder Ufnau (Insel des Ufo, Offo oder Ubo) im Zürichsee ist die grösste Insel der Schweiz, die nicht über eine Brücke mit dem Festland verbunden ist. Sie liegt mit ihrer Nachbarinsel Lützelau im Frauenwinkel vor Pfäffikon SZ und gehört zum Gebiet der politischen Gemeinde Freienbach.

## Name
Das Kloster Einsiedeln als Eigentümer und die kantonale Vermessung verwenden den ursprünglichen Namen Ufnau, das Bundesamt für Landestopographie und davon abgeleitet die Schiffahrtsgesellschaft schreiben Ufenau.
In der Literatur wird fast ausschliesslich die Schreibweise Ufnau bevorzugt. Auch die Tourismusorganisationen verwenden grossmehrheitlich den Namen Ufnau.
Woher im Laufe des 19. Jahrhunderts die punktuelle Schreibweise Ufenau gekommen ist, lässt sich nicht eruieren. Hingegen hat Conrad Ferdinand Meyer in seinem Gedichtzyklus Huttens letzte Tage je nach des Reimes Willen die zwei- oder die dreisilbige Schreibweise verwendet:

„Des Morgens lacht wie eine junge Frau,
Streng blickt am Abend meine Ufenau,“

Gegenbeispiel:

„Auf Ufnau, Pfarrer, ist der Abend kühl.
Ruhsame Nacht! Ich suche meinen Pfühl“

## Schutz
Auf Grund der idyllischen Lage, der landschaftlichen Schönheit und biologischen Vielfalt sowie der äusserst seltenen kulturhistorischen Kontinuität geniesst die Ufenau einen in der Schweiz einmaligen Schutz: Die Insel ist Teil des Objekts Nr. 1405 „Frauenwinkel-Ufenau-Lützel“ des Bundesinventares der Landschaften und Naturdenkmäler von nationaler Bedeutung BLN und Teil des Objektes Nr. 351 „Frauenwinkel“ des Bundesinventares der Moorlandschaften von besonderer Schönheit und von nationaler Bedeutung. Das „Ortsbild von nationaler Bedeutung Ufenau“ ist Bestandteil des Inventars der schützenswerten Ortsbilder der Schweiz ISOS. Über die „Verordnung zum Schutze des Frauenwinkels“ stehen Natur und Landschaft der Ufenau auch unter der besonderen Obhut des Kantons Schwyz.

## Geschichte

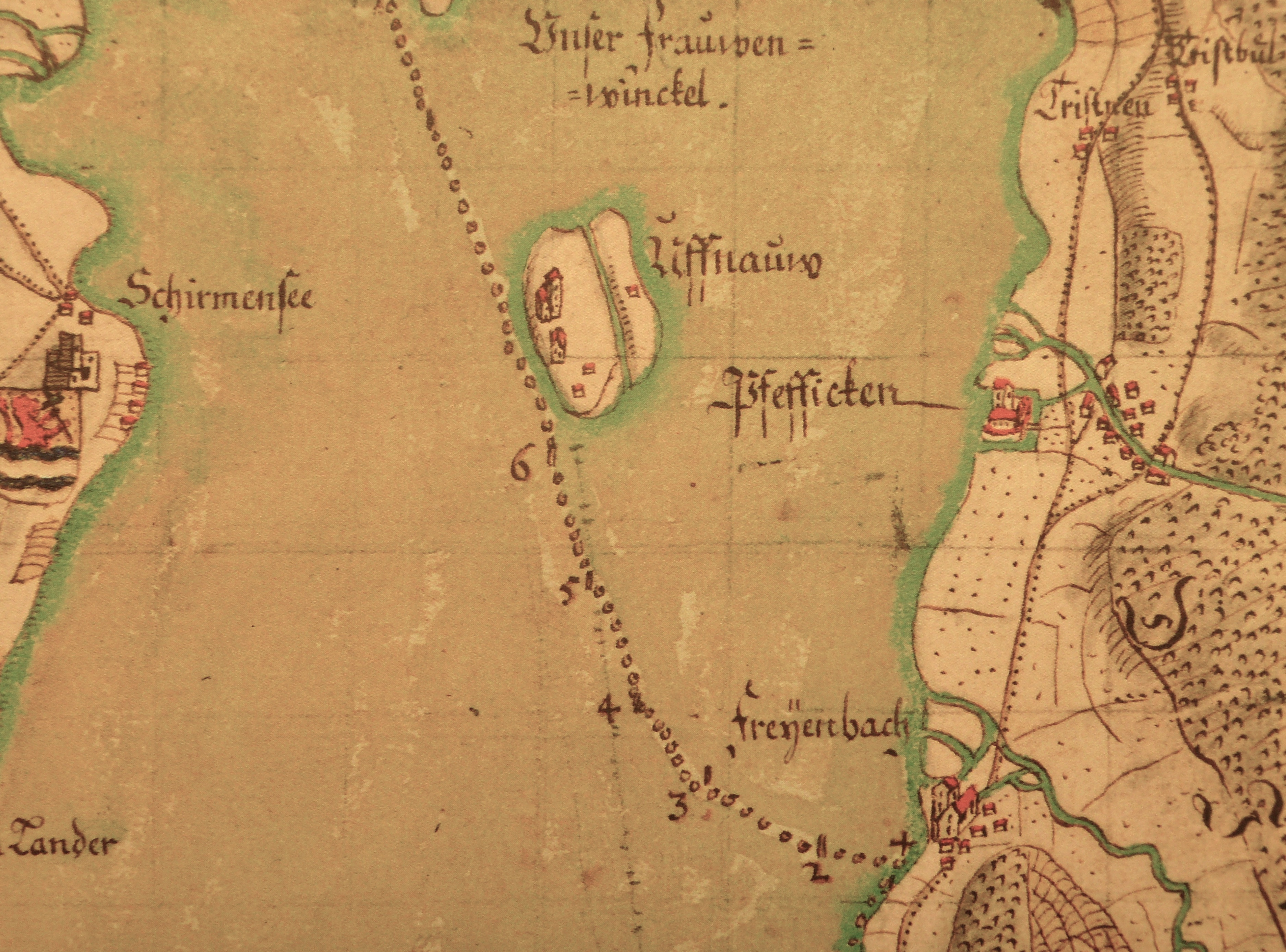
Ufenau auf dem Gygerplan von 1667

Taucharchäologische Forschungen brachten rund um den nahe gelegenen Seedamm ur- und frühgeschichtliche Kulturlandschaften zutage. Südlich der Ufenau kamen Pfähle aus dem 14.–13. Jahrhundert v. Chr. zum Vorschein, prähistorische Keramikscherben belegen die Anwesenheit von Menschen, obwohl eindeutige Siedlungsbelege fehlen. Ums Jahr 200 stand während der Römerzeit auf der Insel ein gallo-römischer Tempel. Seine Fundamente sind in den Grundmauern der Kirche St. Peter enthalten. Eine erste Kirche wurde wahrscheinlich im Jahr 500 an der Stelle der heutigen Kapelle St. Martin errichtet. St. Martin war das Zentrum einer Grosspfarrei, die von Altendorf bis Wädenswil und von Feldbach und Hombrechtikon bis Erlenbach reichte, die ihren Verwaltungssitz jedoch auf dem Festland in Pfäffikon (Phaffinchova = Hof des Pfaffen) hatte.
Die erste schriftliche Erwähnung (Hupinauia) ist eine Urkunde aus dem Jahr 741, in der die alemannische Grossgrundbesitzerin Beata das Kloster auf der benachbarten Lützelau stiftete. Ob auch die Ufnau der Familie von Beata gehörte, weiss man nicht. 965 schenkte Kaiser Otto die Insel, die zu dieser Zeit dem Damenstift Säckingen gehörte, dem Kloster Einsiedeln. Im 10. Jahrhundert liess die schwäbische Herzogin Regelinda die alte Basilika St. Martin renovieren und baute für sich selber daneben ein Wohnhaus, in dem sie zusammen mit ihrem jüngsten Sohn lebte, dem später heiliggesprochenen Adalrich. Sie liess auch die Kirche St. Peter erbauen. Sie starb am 8. August 958 und wurde im Kloster Einsiedeln bestattet. Adalrich starb um 973 auf der Insel. Seine Reliquien lagen bis zum Toggenburgerkrieg 1712 in einem Schrein in St. Peter. 
Auf der Ufenau starb am 29. August 1523 der Humanist Ulrich von Hutten. Conrad Ferdinand Meyer erwähnt ihn im Gedichtzyklus Huttens letzte Tage.
Als während der Helvetik sämtliche Klöster für kurze Zeit aufgehoben wurden, verkaufte der Kanton Linth die Insel an einen Privatmann. Mit der Mediationsverfassung wurde das Kloster Einsiedeln wiederhergestellt, das die Insel 1805 zurückkaufte.
Ab 2003 war geplant, mit einem Projekt von Peter Zumthor das Ausflugsrestaurant neu zu erbauen. Ende 2011 entschied das Bundesgericht, dass es in der Moorlandschaft nicht neu gebaut werden darf. 2017 wurde das Restaurant restauriert und erneuert, die Insel war während anderthalb Jahren für Besucher gesperrt.

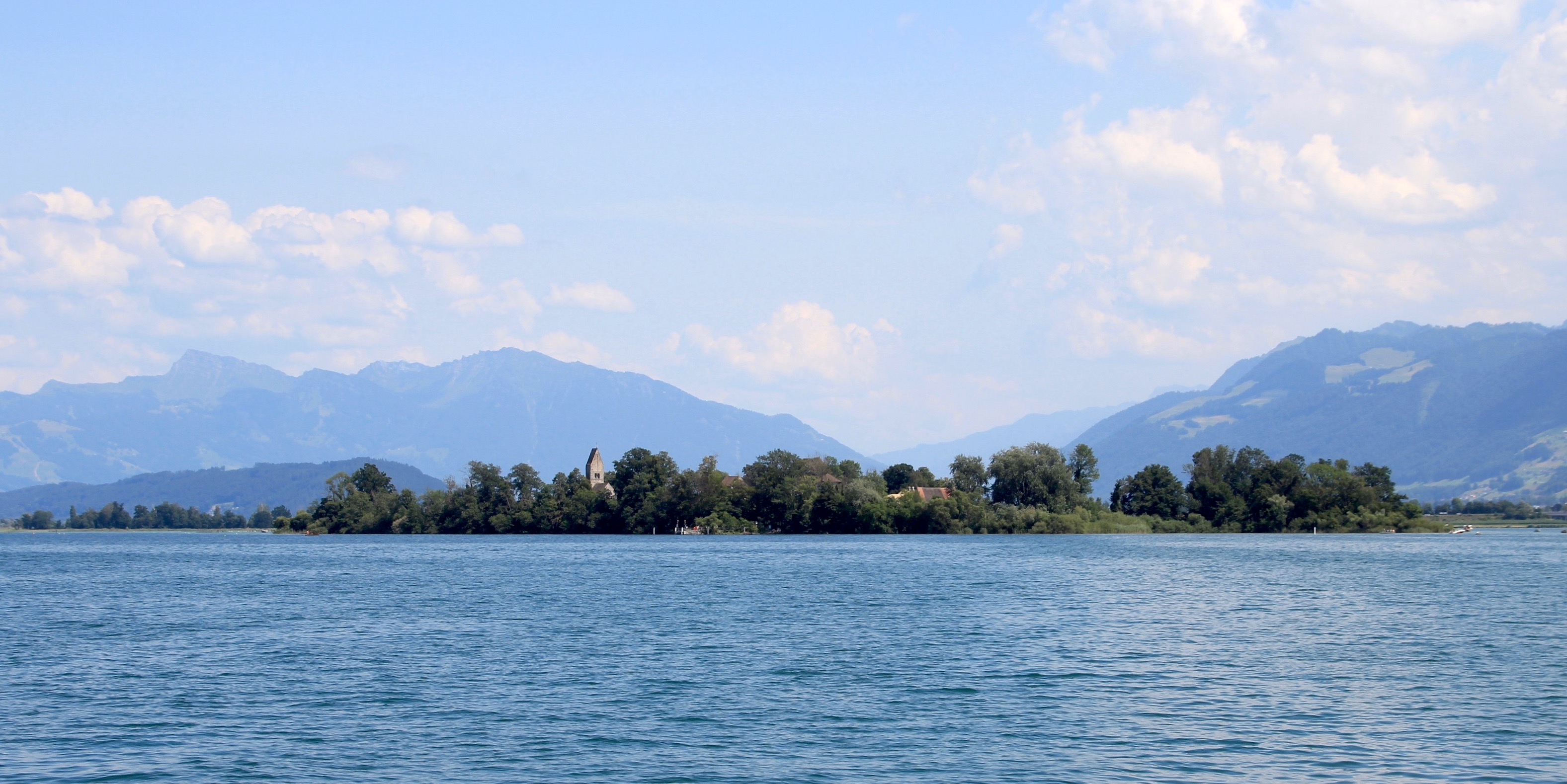
Ansicht von NW mit dem Turm von St. Peter und Paul, im Hintergrund Speer und Federispitz

## Ufenau in Zahlen
- Fläche: 112'645 m²
- Mittlere Länge: 470 m (Ost-West)
- Mittlere Breite: 220 m (Nord-Süd)
- Distanz nach Rapperswil: 2,5 km
- Distanz nach Pfäffikon SZ: 0,9 km

## Sehenswürdigkeiten
- Die 1141 erbaute ehemalige Pfarrkirche St. Peter und Paul
- Kapelle St. Martin (Reginlindenkapelle)
- Grab von Ulrich von Hutten
- Grab und Sarkophag von St. Adalrich

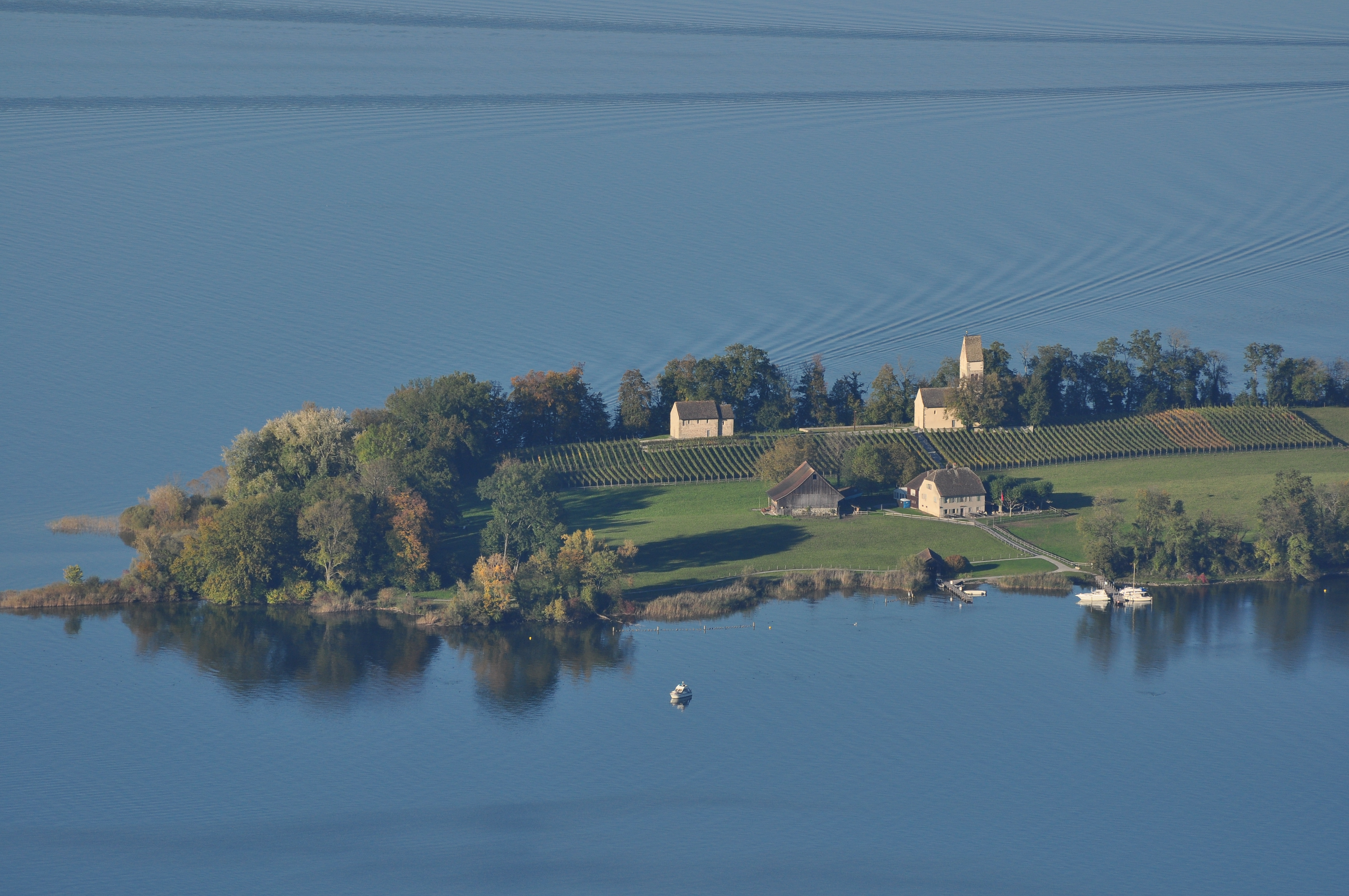
St. Martin (links) und St. Peter und Paul mit den neu bepflanzten Rebbergen, davor das Restaurant
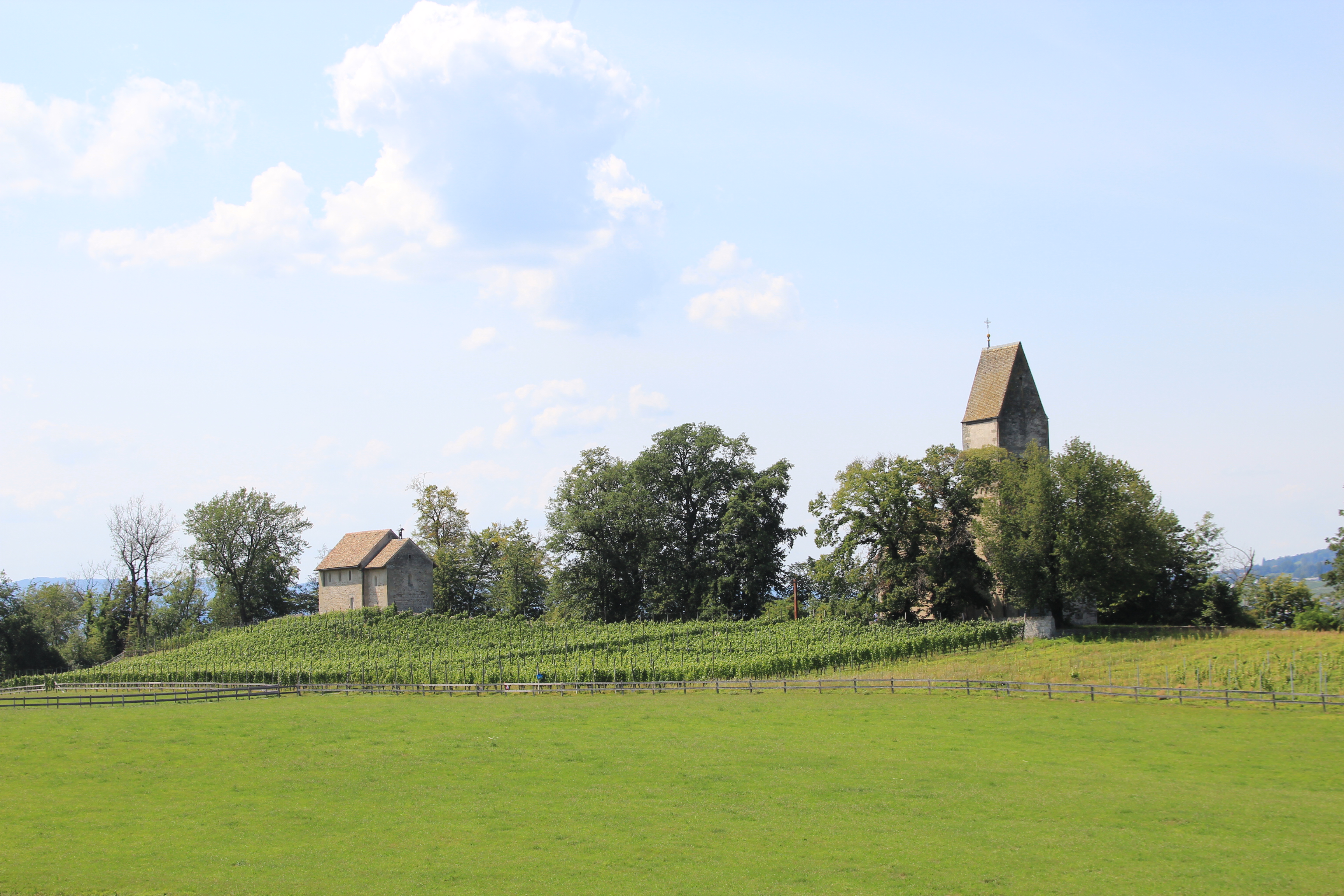
Kapelle St. Martin und St. Peter und Paul
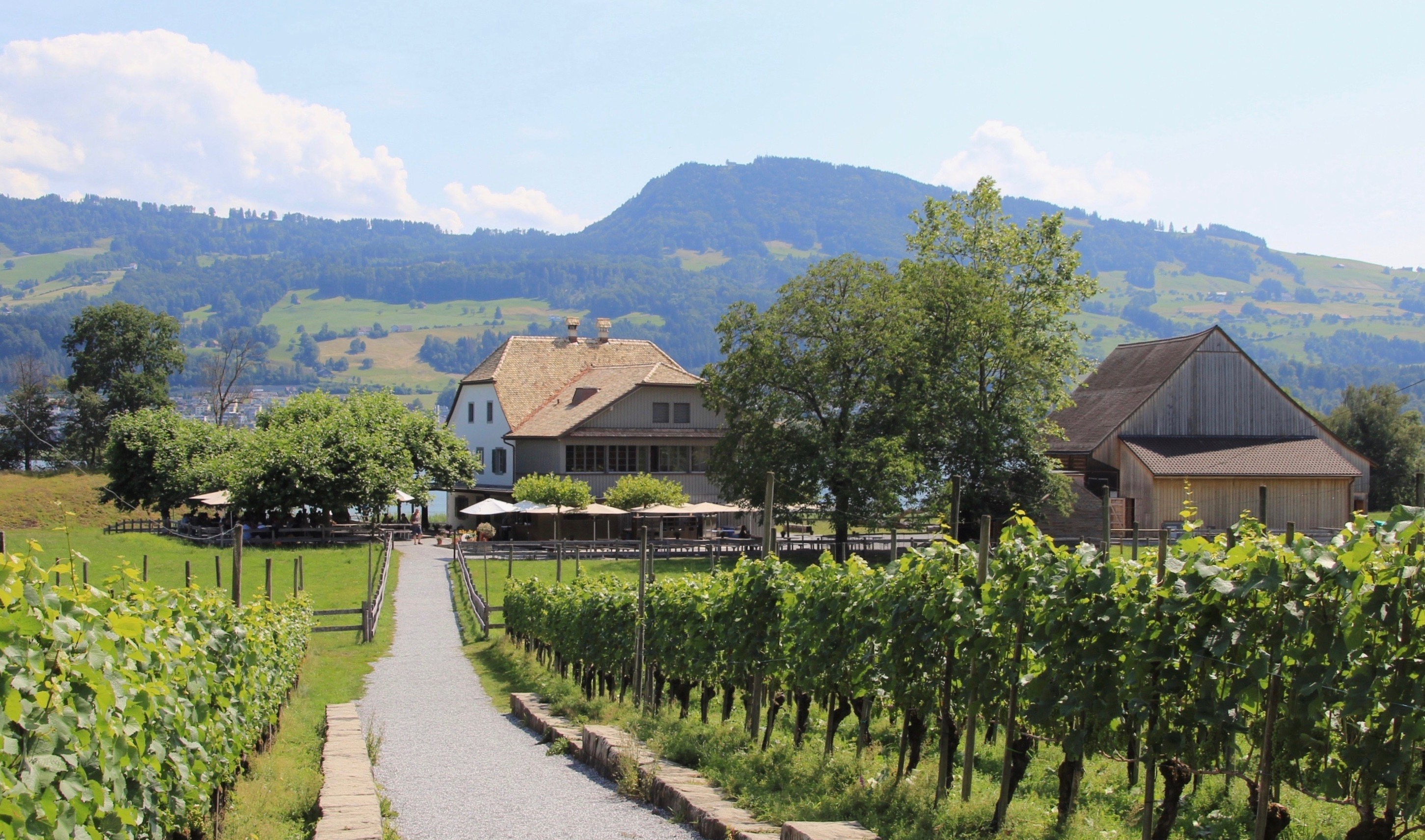
Wirtschaft nach dem Umbau
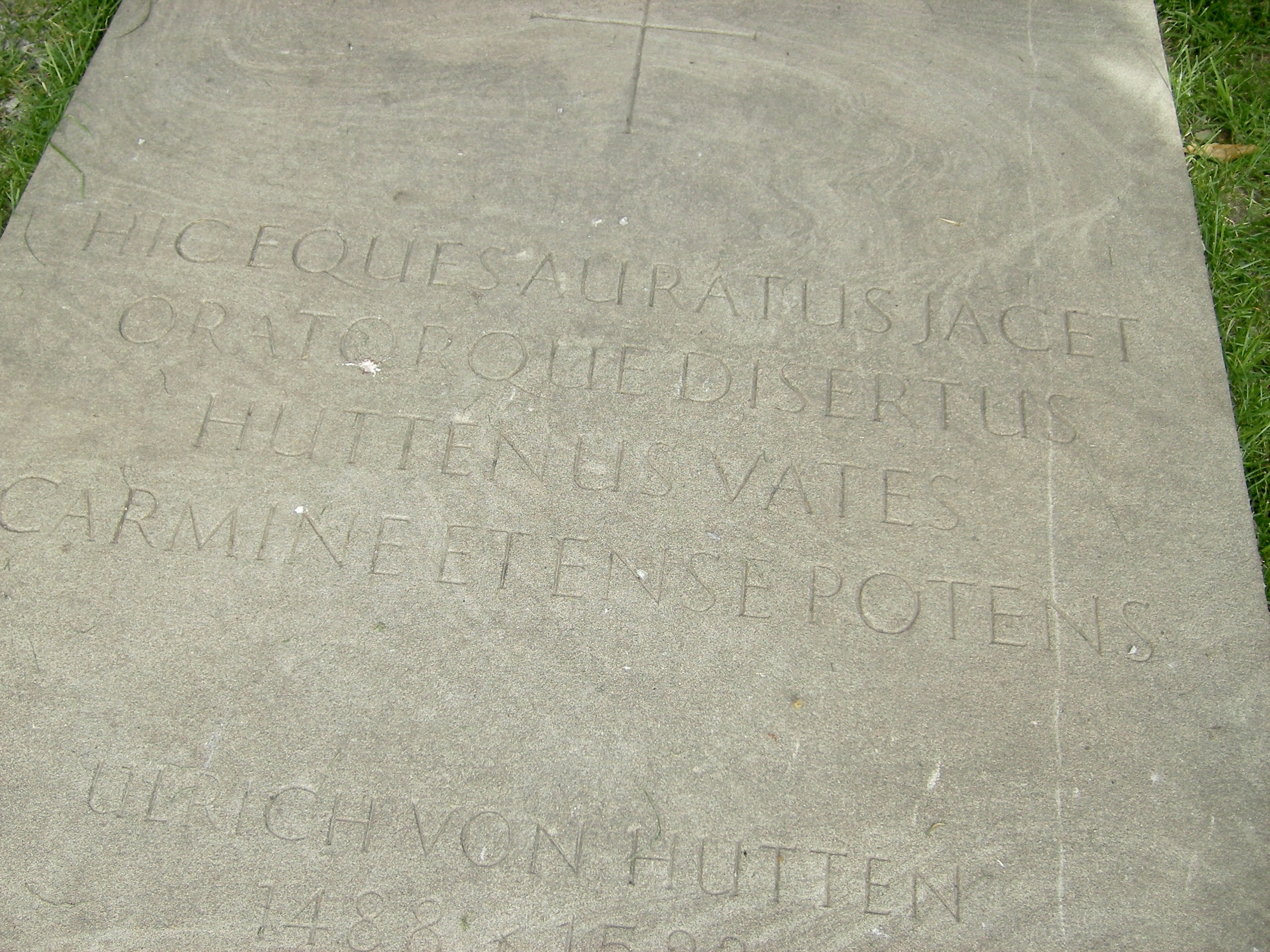
Huttens Grabstein

## Kulturelle Veranstaltungen
Seit dem Jahr 2020 finden, organisiert von «art ufnau» unter der Leitung des Klosters Einsiedeln, alljährlich im Sommer Ausstellungen statt. Unter freiem Himmel, in der Kirche St. Peter und Paul und in der Kapelle St. Martin werden, begleitet von Führungen, Vorträgen und Konzerten, Positionen der Gegenwartskunst gezeigt.

### Ausstellungen
- 2024: Dem Wort auf der Spur
- 2023: Lichtblicke. Fotografie – Fotokunst im Zentrum der «art ufnau»
- 2022: Harald Naegeli, Dämonie aus dem Unbewussten, Kapelle St. Martin

### Sakralbauten
- Fredy Kümin, Markus Bamert, Peter Ziegler, Valentin Kessle: Die Sakralbauten auf der Insel Ufnau. (= Schweizerische Kunstführer. Nr. 856, Serie 86). Hrsg. Gesellschaft für Schweizerische Kunstgeschichte GSK. Bern 2009, ISBN 978-3-85782-856-0.
- Peter Ziegler: Fresken in den Kirchen der Insel Ufnau und im Turmchor der Pfarrkirche Freienbach. Bruhin, Freienbach 1975.

## Dokumentation
- Inseln der Schweiz: Ufenau – Paradies im Zürichsee. In: SRF 1 / 3sat, 26. September 2020 (50 Min).